# Fort Clonque
Fort Clonque ist ein viktorianisches Fort westlich der Kanalinsel Alderney. Es wurde 1855 auf einem Felsen errichtet, der mit der Insel durch einen Damm verbunden ist. Dieser Damm kann bei Flut überspült sein.

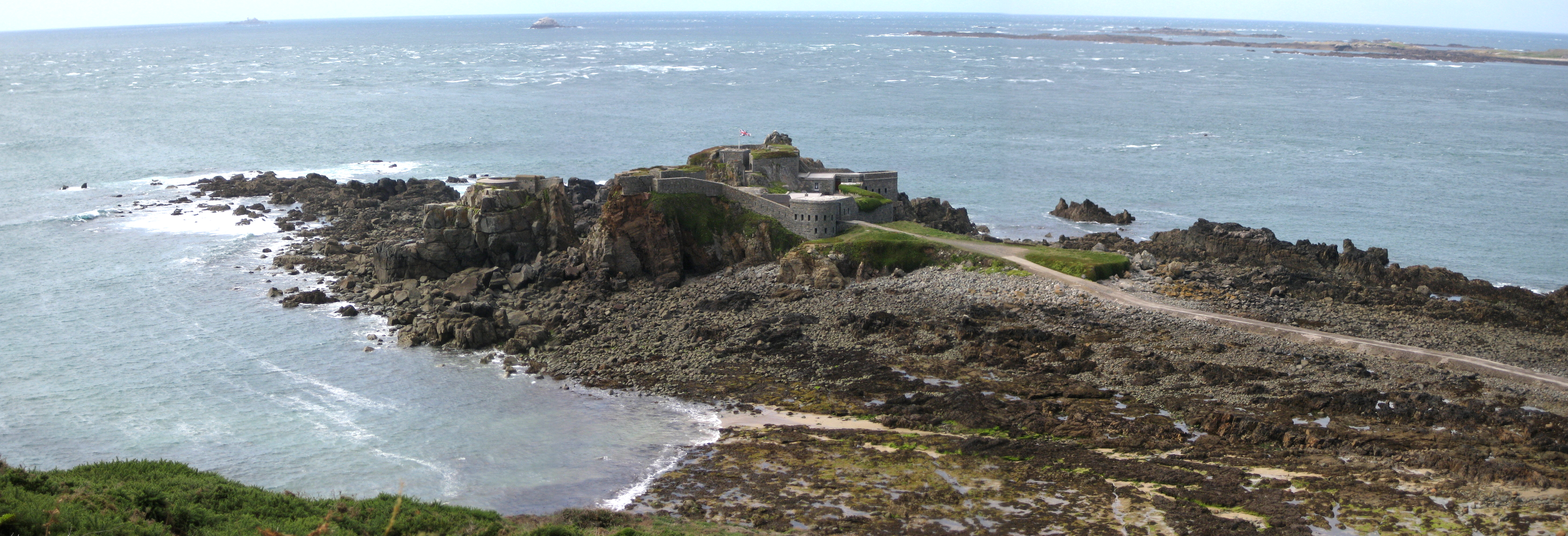
Fort Clonque bei Ebbe

Das Fort war mit einer Garnison von 50 Mann belegt und mit mehr als zehn Kanonen bewaffnet, meist 68-Pfünder. Obwohl das Fort in einer Zeit errichtet wurde, in der die Stärke der französischen Marine zunehmend Sorgen in Großbritannien schürte, wurde nie eine dieser Kanonen in einem Konflikt abgefeuert. 1929 wurde das Fort außer Dienst gestellt und von der britischen Krone für £ 27 verkauft.
Szenen des Films Seagulls Over Sorrento wurden 1953 auf Fort Clonque aufgenommen.
Das Fort verfiel zusehends, bis es der Landmark Trust 1966 in seine Verwaltung nahm. Heute ist es ein Feriendomizil für bis zu 13 Personen.